# Parallella
Parallella est un nano-ordinateur sous forme d'ordinateur monocarte basé sur des logiciels libres, permettant de faire tourner les systèmes d’exploitation GNU/Linux que ce soit pour un usage de bureau ou bien en tant que serveur personnel.
Sa particularité est qu’il est composé d’un coprocesseur de 16 cœurs.

## Présentation
Dans le cadre du projet d’Adapteva de produire des coprocesseurs puissants, le projet Parallella a mis en place ces puces sur une carte en lançant un financement participatif sur Kickstarter. Il est prévu d’intégrer un coprocesseur de 64 cœurs.

## Spécifications
La Parallella est vendue sous trois modèles : serveur, bureau et la complète.
- Processeur ARM Cortex-A9 MPCore 1 GHz × 2 cœurs Zynq Z70X0 ;
- Coprocesseur, accélérateur d’unité centrale à 16 cœurs Epiphany III ;
- SDRAM DDR3 de 1 Go ;
- Mémoire Flash Quad-SPI 128 Mbit ;
- Un port ethernet 10/100/1000 Mbit/s ;
- Un port microSD ;
- Une sortie micro-HDMI ;
- Un port USB on-the-go ;
- Puissance maximale : 5 W ;
- Dimensions : 90 x 55 x 18 mm ;

## Licence
La carte est sous licence Creative Commons BY-SA 3.0.

## Système d'exploitation
Les systèmes d'exploitation compatibles ARM incluent :
- Diverses distributions GNU/Linux :
  - Debian à partir de la version « wheezy »
  - Ubuntu
- Archlinux
- FreeBSD